# 秋田県の観光地

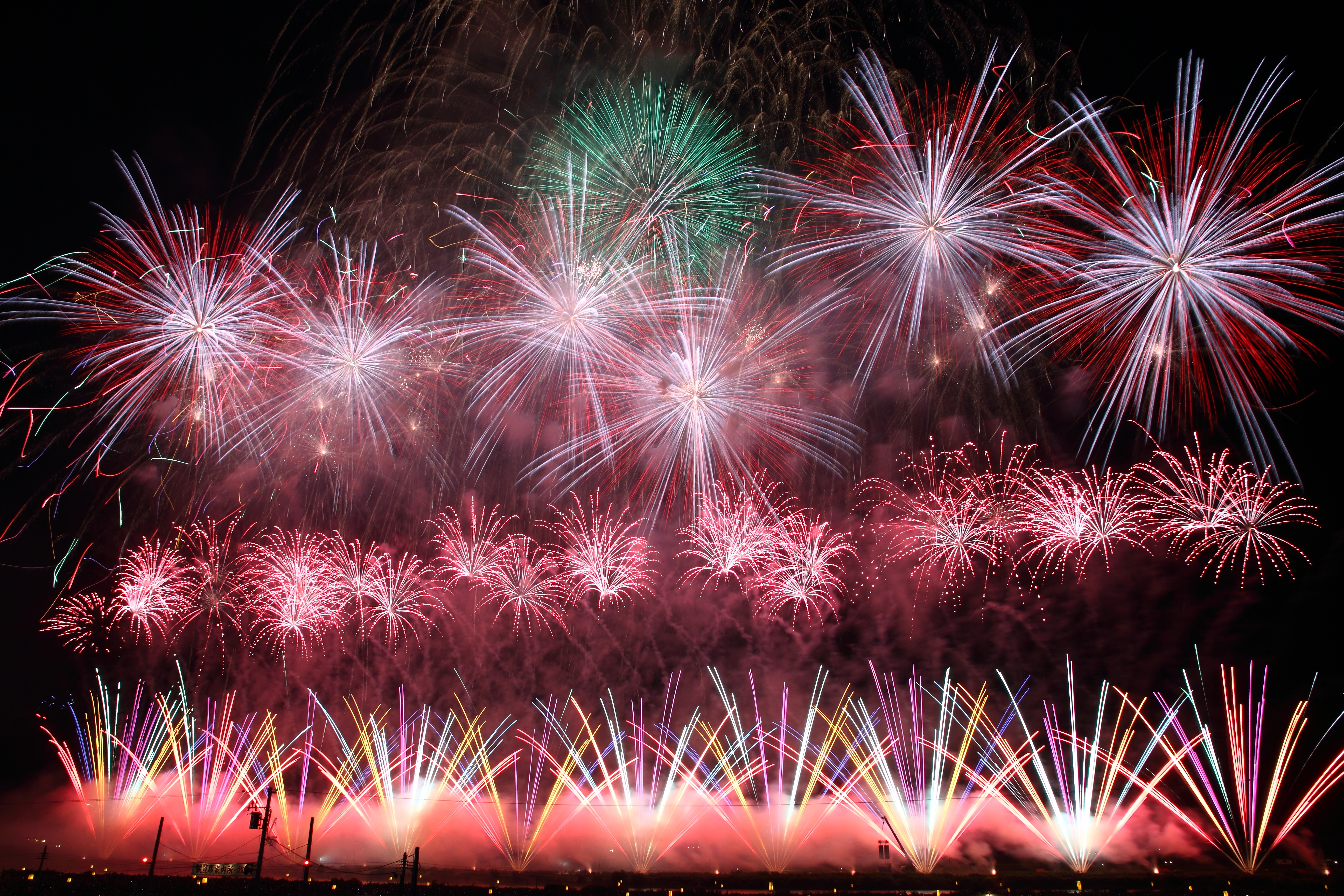
全国花火競技大会（大曲の花火）（大仙市）

秋田県の観光地（あきたけんのかんこうち）は、秋田県内の主要な観光地等に関する項目である。

## 対象別

### 文化財等

#### 世界遺産
- 白神山地
- 北海道・北東北の縄文遺跡群
  - 大湯環状列石
  - 伊勢堂岱遺跡

- 白神山地
- 白神山地の紅葉
- 大湯環状列石
- 伊勢堂岱遺跡

#### 国の名勝
- 十和田湖（特別名勝・小坂町）
- 旧池田氏庭園（大仙市）
- 旧秋田藩主佐竹氏別邸（如斯亭）庭園（秋田市）
- 奈曽の白瀑谷（にかほ市）
- おくのほそ道の風景地
  - 象潟及び汐越（にかほ市）
  - 三崎（大師崎）（にかほ市）
- 檜木内川堤サクラ（仙北市）

- 旧池田氏庭園
- 奈曽の白滝
- 象潟
- 桧木内川のサクラ

#### 特別天然記念物
- 玉川温泉の北投石

#### 重要伝統的建造物群保存地区
- 角館（仙北市）
- 増田（横手市）

- 角館（武家屋敷通り）
- 増田（観光物産センター「蔵の駅」）

#### 重要文化財・史跡等
特別史跡
- 大湯環状列石

- 藤倉ダム
（重要文化財）
- 大湯環状列石
（国の特別史跡）
- 象潟
（国の天然記念物）

#### 登録記念物
- 田沢湖のクニマス

#### 文化施設
博物館・美術館
水族館
- 秋田県立男鹿水族館（GAO）

- 秋田市立赤れんが郷土館（建物は重要文化財）
- 白瀬南極探検隊記念館
- 秋田県立近代美術館
- 秋田県立男鹿水族館

### 公園等

#### 国立・国定・国営公園
- 国立公園
  - 十和田八幡平国立公園
- 国定公園
  - 男鹿国定公園
  - 鳥海国定公園
  - 栗駒国定公園

- 秋田駒ヶ岳
（十和田八幡平国立公園）
- 寒風山
（男鹿国定公園）
- 鳥海山
（鳥海国定公園）
- 小安峡
（栗駒国定公園）

#### 県立自然公園
- 真木真昼県立自然公園（大仙市、美郷町）
- 田代岳県立自然公園（大館市）
- きみまち阪県立自然公園（能代市）
- 八森岩館県立自然公園（八峰町）
- 秋田白神県立自然公園（八峰町、藤里町）
- 田沢湖抱返り県立自然公園（仙北市）
- 森吉山県立自然公園（北秋田市）
- 太平山県立自然公園（秋田市、上小阿仁村、五城目町）

- 田代岳
（田代岳県立自然公園）
- 田沢湖
（田沢湖抱返り県立自然公園）
- 雄島
（八森岩館県立自然公園）
- きみまち阪
（きみまち阪県立自然公園）

#### 県立都市公園
- 秋田県立中央公園（秋田市）
- 秋田県立北欧の杜公園（北秋田市）
- 秋田県立小泉潟公園（秋田市）

- 秋田県立中央公園
- 秋田県立北欧の杜公園
- 秋田県立小泉潟公園

#### 大型公園・動物園・植物園・遊園地
大型公園
動物園・植物園・遊園地
- 秋田市大森山動物園
- 阿仁熊牧場
- 能代エナジアムパーク
- 大森山ゆうえんちアニパ

- 千秋公園
- 本荘公園
- 秋田市大森山動物園
- 能代エナジアムパーク

### 祭事・行事等
- 大日堂舞楽（鹿角市）（ユネスコ無形文化遺産、重要無形民俗文化財）
- なまはげ（男鹿市）（重要無形民俗文化財）
- 竿燈（秋田市）（重要無形民俗文化財）
- 角館のお祭り （仙北市）（重要無形民俗文化財）
- 土崎港曳山祭り（秋田市）（重要無形民俗文化財）
- 西馬音内の盆踊（羽後町）（ユネスコ無形文化遺産、重要無形民俗文化財）
- 毛馬内の盆踊（鹿角市）（ユネスコ無形文化遺産、重要無形民俗文化財）
- 花輪ばやし（鹿角市）（重要無形民俗文化財）
- 刈和野の大綱引き（大仙市）（重要無形民俗文化財）
- 六郷のカマクラ行事（美郷町）（重要無形民俗文化財）
- 横手の雪まつり・かまくら（横手市）
- 全国花火競技大会（大曲の花火）（大仙市）
- アメッコ市（大館市）
- 犬っこまつり（湯沢市）
- 七夕絵どうろうまつり（湯沢市）
- 能代役七夕（能代市）
- 梵天まつり （県内各地）
- ヤートセ秋田祭（秋田市）

- なまはげ
- 竿燈
- 土崎港曳山祭り
- 横手の雪まつり

## 地域別

### 県北

#### 鹿角地域
- 鹿角市 - 道の駅かづの、八幡平温泉郷（後生掛温泉、大湯温泉、蒸ノ湯温泉など）、大湯環状列石、史跡尾去沢鉱山、大湯沼、秋田焼山、湯瀬温泉、大円寺、桜山公園、吉祥院、花輪スキー場、花輪ばやし、大日堂舞楽、なまはげ、毛馬内の盆踊、鹿角の盆踊り、十和田八幡平駅伝競走全国大会、鹿角サマージャンプ・コンバインド大会、きりたんぽ発祥まつり、松館天満宮三台山獅子大権現舞
- 小坂町 - 十和田湖、小坂鉱山事務所、発荷峠、小坂鉄道レールパーク、七滝、康楽館、十和田湖畔温泉、道の駅こさか七滝、小坂町アカシアまつり

- 花輪ばやし（鹿角市）
- 花輪ねぷた（鹿角市）
- 小坂鉱山事務所（小坂町）
- 小坂鉄道レールパーク（小坂町）

#### 北秋田地域
- 大館市 - 秋田犬の里、道の駅ひない、秋田犬会館、大館・小坂鉄道レールバイク、道の駅やたて峠、玉林寺、大館樹海ドーム、大滝温泉、石田ローズガーデン、長走風穴、比内とりの市、アメッコ市、大文字まつり、本場大館きりたんぽまつり
- 北秋田市 - 阿仁スキー場、中ノ又渓谷・安の滝、道の駅たかのす、くまくま園、森吉山、道の駅あに、伊勢堂岱遺跡、綴子大太鼓
- 上小阿仁村 - 道の駅かみこあに、太平山

- 大館樹海ドーム（大館市）
- 秋田犬の里（大館市）
- 石田ローズガーデン（大館市）
- 伊勢堂岱遺跡（北秋田市）

#### 山本地域
- 能代市 - 道の駅ふたつい、日吉神社、能代エナジアムパーク、きみまち阪、金勇、能代の花火、能代宇宙イベント、能代役七夕、おなごりフェスティバル、能代ミュージカル
- 藤里町 - 藤里駒ヶ岳、浅間神社、素波里ダム
- 三種町 - 三種町楽しく集う青春館、森岳温泉、白山神社、じゅんさい沼
- 八峰町 - 八森いさりび温泉 ハタハタ館、白神山地、道の駅はちもり、道の駅みねはま、白瀑神社

- 能代七夕「天空の不夜城」（能代市）
- 能代の花火（能代市）
- 素波里ダムと藤里駒ヶ岳（藤里町）
- 白瀑神社の神輿の滝浴び（八峰町）

### 中央

#### 秋田地域
- 秋田市 - セリオン、千秋公園（久保田城址）、秋田駅、大森山動物園、秋田市民俗芸能伝承館、秋田県立美術館 平野政吉コレクション、秋田市民市場、秋田市立赤れんが郷土館、高清水公園、秋田まるごと市場、雄和ふるさと温泉ユアシス、高尾山、太平山・太平山リゾート公園、秋田温泉、秋田県立博物館、秋田県立小泉潟公園、秋田市立千秋美術館、仁別森林博物館、下浜海水浴場、土崎港曳山まつり、竿燈
- 潟上市 - 天王グリーンランド、道の駅しょうわ、天王温泉くらら、東湖八坂神社
- 五城目町 - 道の駅五城目
- 八郎潟町 - 一日市の盆踊
- 井川町 - 日本国花苑
- 大潟村 - ポルダー潟の湯、八郎潟干拓地、道の駅おおがた、経緯度交会点標示塔、菜の花ロード
- 男鹿市 - 男鹿真山伝承館、秋田県立男鹿水族館、なまはげ館、男鹿温泉郷、ゴジラ岩、男鹿半島・大潟ジオパーク（入道崎・入道埼灯台、寒風山など）、八望台、長楽寺、真山神社、赤神神社、なまはげ、鵜ノ崎海岸、男鹿西海岸、男鹿三山、男鹿ナマハゲロックフェスティバル

- 天徳寺 （秋田市）
- 日本国花苑（井川町）
- 菜の花ロード（大潟村）
- 入道埼灯台（男鹿市）

#### 由利地域
- 由利本荘市 - 由利高原鉄道、岩城温泉、法体の滝、八塩いこいの森、猿倉温泉、道の駅おおうち、ハーブワールドAKITA、道の駅岩城、本荘駅前朝市、本荘公園、鳥海高原矢島スキー場
- にかほ市 - 元滝伏流水、道の駅象潟、白瀬南極探検隊記念館、鳥海山、奈曽の白滝、象潟

- 鳥海山と菜の花畑（由利本荘市）
- ハーブワールドAKITA（由利本荘市）
- 法体の滝（由利本荘市）
- 元滝伏流水（にかほ市）

### 県南

#### 仙北地域
- 大仙市 - 唐松神社、一里塚、雄物川、宝蔵寺、白糸の滝、神宮寺八幡神社、払田柵跡、大曲花火大会、全国ジャンボうさぎフェスティバル
- 仙北市 - 乳頭温泉郷、田沢湖（たつこ像など）、角館の武家屋敷通り（石黒家、仙北市立角館樺細工伝承館、青柳家、岩橋家、西宮家、河原田家、角館のシダレザクラ、新潮社記念文学館など）、八幡平温泉郷、抱返り渓谷、御座石神社、桧木内川、漢槎宮、田沢湖高原、あきた芸術村、秋田駒ヶ岳、田沢湖高原温泉郷、玉川ダム、かたくり群生の郷、たざわ湖スキー場、大国主神社、角館總鎭守神明社、八坂神社、刺巻湿原、浮木神社、上桧木内の紙風船上げ、田沢湖マラソン、火振りかまくら、角館のお祭り
- 美郷町 - 道の駅美郷、秋田諏訪宮、六郷湧水群、美郷町ラベンダー園、六郷のカマクラ行事（国の重要無形民俗文化財）

- 払田柵跡（大仙市・美郷町）
- 乳頭温泉郷（仙北市）
- 火振りかまくら（仙北市）
- 美郷町ラベンダー園（美郷町）

#### 平鹿地域
- 横手市 - 道の駅十文字、横手公園（横手城）、秋田ふるさと村（秋田県立近代美術館ほか）、かまくら館、横手市増田まんが美術館、横手駅前温泉ゆうゆうプラザ、増田の町並み、御嶽山、雄物川中央公園、愛宕神社、田村神社、雄物川、真人公園、横手の雪まつり（かまくらなど）、あきた十文字映画祭、浅舞公園あやめまつり、送り盆まつり、保呂羽山の霜月神楽

- 横手城（横手市）
- 秋田ふるさと村（横手市）
- 増田まんが美術館（横手市）
- 送り盆まつり（横手市）

#### 雄勝地域
- 湯沢市 - 小安峡、道の駅おがち、川原毛地獄、川原毛大湯滝、小安峡温泉、秋ノ宮温泉郷、泥湯温泉、雄物川、力水、犬っこまつり、七夕絵どうろうまつり
- 羽後町 - 須賀神社、三輪神社、鈴木家住宅、西馬音内の盆踊、かがり美少女イラストコンテスト
- 東成瀬村 - 栗駒山、須川温泉、ジュネス栗駒スキー場

- 川原毛地獄（湯沢市）
- 泥湯温泉（湯沢市）
- 七夕絵どうろうまつり（湯沢市）
- 西馬音内の盆踊（羽後町）